# Năm ngân hà
Năm ngân hà, còn được gọi là năm vũ trụ, là khoảng thời gian thời gian cần thiết để Mặt Trời quay đủ một vòng trên quỹ đạo của nó xung quanh trung tâm của Ngân Hà. Các ước tính khoảng thời gian của một vòng quỹ đạo nằm trong khoảng từ 225 đến 250 triệu năm Trái Đất. Hệ Mặt Trời đang di chuyển với tốc độ trung bình 828.000 km/h (230 km/giây) hoặc 514.000 dặm/giờ (143 dặm/giây) trên quỹ đạo của nó quanh trung tâm Ngân Hà, tốc độ mà một vật thể có thể bay vòng quanh xích đạo Trái Đất trong 2 phút 54 giây; tốc độ đó tương ứng với khoảng 1/1300 tốc độ ánh sáng.
Năm ngân hà cung cấp một đơn vị có thể sử dụng thuận tiện để mô tả các khoảng thời gian vũ trụ và địa chất cùng nhau. Ngược lại, thang đo "tỷ năm" không cho phép phân biệt hữu ích giữa các sự kiện địa chất và thang đo "triệu năm" đòi hỏi những con số khá lớn..

## Niên biểu của vũ trụ và lịch sử Trái Đất theo ngân hà của chúng ta
Danh sách sau đây giả định rằng 1 năm thiên hà là 225 triệu năm Trái Đất.
| Khoảng 64,2 năm ngân hà trước   | Vụ Nổ Lớn Big Bang |
| Khoảng 54 năm ngân hà trước     | Sự ra đời của dải Ngân Hà |
| 20,44 năm ngân hà trước         | Sự ra đời của Mặt Trời |
| 17–18 năm ngân hà trước         | Nước biển trên Trái Đất xuất hiện sau vài cơn mưa hàng năm |
| 16,889 năm ngân hà trước        | Sự sống bắt đầu trên Trái Đất |
| 15,555 năm ngân hà trước        | Sinh vật nhân sơ xuất hiện |
| 12 năm ngân hà trước            | Vi khuẩn xuất hiện |
| 10 năm ngân hà trước            | Các châu lục ổn định xuất hiện |
| 6,8 năm ngân hà trước           | Sinh vật đa bào xuất hiện |
| 6,666 năm ngân hà trước         | Sinh vật nhân chuẩn xuất hiện |
| 2,4 năm ngân hà trước           | Bùng nổ kỷ Cambri xảy ra |
| 2 năm ngân hà trước             | Cấu trúc não đầu tiên xuất hiện ở giun |
| 1,1 năm ngân hà trước           | Tuyệt chủng kỷ Permi-Trias |
| 0,2935 năm ngân hà trước        | Tuyệt chủng kỷ Creta-Paleogen |
| Hiện nay                        | |
| 1 năm ngân hà kể từ hiện nay    | Tất cả các lục địa trên Trái Đất có thể hợp nhất thành một siêu lục địa. Ba sự sắp xếp tiềm năng của cấu hình này đã được đặt tên là Amasia, Novopangaea và Pangea Ultima.           |
| 2-3 năm ngân hà kể từ hiện nay  | Gia tốc thủy triều di chuyển Mặt Trăng đủ xa Trái Đất đến mức nhật thực toàn phần không còn có thể xảy ra.                                                                           |
| 4 năm ngân hà kể từ hiện nay    | Nồng độ cacbon dioxide giảm xuống tới mức mà quá trình quang hợp C4 không còn có thể. Sự sống đa bào chết đi.                                                                        |
| 12 năm ngân hà kể từ hiện nay   | Từ trường của Trái Đất tắt và các hạt tích điện phát ra từ Mặt Trời dần làm cạn kiệt bầu khí quyển                                                                                   |
| 15 năm ngân hà kể từ hiện nay   | Các điều kiện bề mặt trên Trái Đất có thể so sánh với các điều kiện trên Sao Kim hiện nay                                                                                            |
| 22 năm ngân hà kể từ hiện nay   | Ngân Hà và thiên hà Andromeda (thiên hà Tiên Nữ) bắt đầu va chạm |
| 25 năm ngân hà kể từ hiện nay   | Mặt Trời phun ra một tinh vân hành tinh, để lại một sao lùn trắng |
| 30 năm ngân hà kể từ hiện nay   | Ngân Hà và Andromeda hoàn thành việc sáp nhập thành một thiên hà hình elip khổng lồ có tên gọi là Milkomeda hoặc Milkdromeda.                                                        |
| 500 năm ngân hà kể từ hiện nay  | Sự giãn nở của vũ trụ làm cho tất cả các thiên hà nằm ngoài Nhóm Địa phương của dải Ngân Hà biến mất ngoài đường chân trời ánh sáng vũ trụ, loại bỏ chúng khỏi vũ trụ quan sát được. |
| 2000 năm ngân hà kể từ hiện nay | Nhóm Địa phương gồm 47 thiên hà hợp lại thành một thiên hà lớn duy nhất. |